# Нортгемптонская ассиза
Нортгемптонская ассиза (англ. Assize of Northampton) — законодательный акт средневековой Англии, содержавший инструкции для судебного расследования королевскими юстициариями ряда преступлений, отнесённых к королевской юрисдикции. Принят 25 января 1176 года на Большом королевском совете в Нортгемптоне под руководством английского короля Генриха II Плантагенета. Нортгемптонская ассиза развила и дополнила положения Кларендонской ассизы 1166 года.